# 施韋夏特
施韋夏特（德語：Schwechat，德語發音：[ˈʃvɛçaːt] ⓘ）是奥地利下奧地利州的城市，位於維也納東南，以維也納國際機場和Schwechater啤酒而聞名。在19世紀，施韋夏特開始工業化，啤酒廠等企業迄今依然存在。奧地利航空公司的總部也位於這裡。市內還有煉油廠。施韋夏特在1954年設市。

## 外部連結
- 官方网站 （页面存档备份，存于） （德文）